# Didier Bionaz
Didier Bionaz (Aosta, 22 de febrero de 2000) es un deportista italiano que compite en biatlón. Ganó una medalla de plata en el Campeonato Mundial de Biatlón de 2023, en la prueba de relevo mixto.

## Palmarés internacional
| Campeonato Mundial | Campeonato Mundial | Campeonato Mundial | Campeonato Mundial |
| Año                | Lugar              | Medalla            | Prueba             |
| ------------------ | ------------------ | ------------------ | ------------------ |
| 2023               | Oberhof (Alemania) | Medalla de plata   | Relevo mixto       |